# Under a Godless Veil
Albums de Draconian
Sovran
(2015)
Singles
1. Lustrous Heart
Sortie : 5 mai 2020
2. Sorrow of Sophia
Sortie : 15 juillet 2020
3. The Sacrificial Flame
Sortie : 18 août 2020
4. Sleepwalkers
Sortie : 28 octobre 2020
5. The Sethian
Sortie : 11 mai 2021

Under a Godless Veil (litt. « Sous un voile impie ») est le septième album studio du groupe de doom metal gothique suédois Draconian publié par Napalm Records le 31 octobre 2020. Il s’agit de leur deuxième album et dernier avec la chanteuse sud-africaine Heike Langhans et le premier depuis Arcane Rain Fell, paru en 2005, sans le bassiste Fredrik Johansson, qui a quitté le groupe en 2016. Les parties de basses sont ici jouées par Daniel Änghede qui avait déjà été invité à chanter dans la chanson River Between Us de l’album Sovran.
Ce nouvel opus est un album concept basé sur le Séthien, un des grands courants du gnosticisme qui s'est développé entre le IIe et IIIe siècles de notre ère et qui a inspiré le médio-platonisme, le judaïsme hellénistique et le christianisme primitif. L’album est basé principalement sur le mythe de Sophia, une déesse déchue.
De nombreux singles paraissent pour promouvoir l’album, dont quatre lyrics-vidéo, le premier étant Lustrous Heart sorti en mai 2020, et deux clips vidéo, Sleepwalkers et The Sethian. Une tournée avec le groupe Nightfall est prévue mais est repoussée à de nombreuses reprises avant d’être annulé à cause de la pandémie de Covid-19.

## Genèse

### Thématique
Under a Godless Veil est un album basé sur le mythe gnostique de la création du monde et plus précisément sur le courant Séthien, un mouvement de pensée qui est apparu et qui s’est développé entre le IIe et IIIe siècles autour de la notion de « connaissance ». Ce mouvement tire son nom de la figure biblique de Seth, le troisième fils d’Adam et Ève,,,. Leurs doctrines affirment que les Hommes sont des âmes divines emprisonnées dans un monde matériel contrôlé par un dieu inférieur mauvais, appelé le Démiurge, et qui serait opposé à un dieu supérieur transcendant et parfait lié aux êtres humains par la connaissance,,. Ainsi, selon les Séthiens, au tout début lorsqu’il n’y avait encore rien, un Dieu inconnu se réveilla et créa un monde spirituel d’où émanèrent des éons, source de pouvoir et d’idées comme la grâce, la raison ou la considération, et qui formèrent le Plérôme ou monde céleste. Ces éons fonctionnent par paires, masculin/féminin, pour pouvoir faire respecter l’équilibre du monde,.

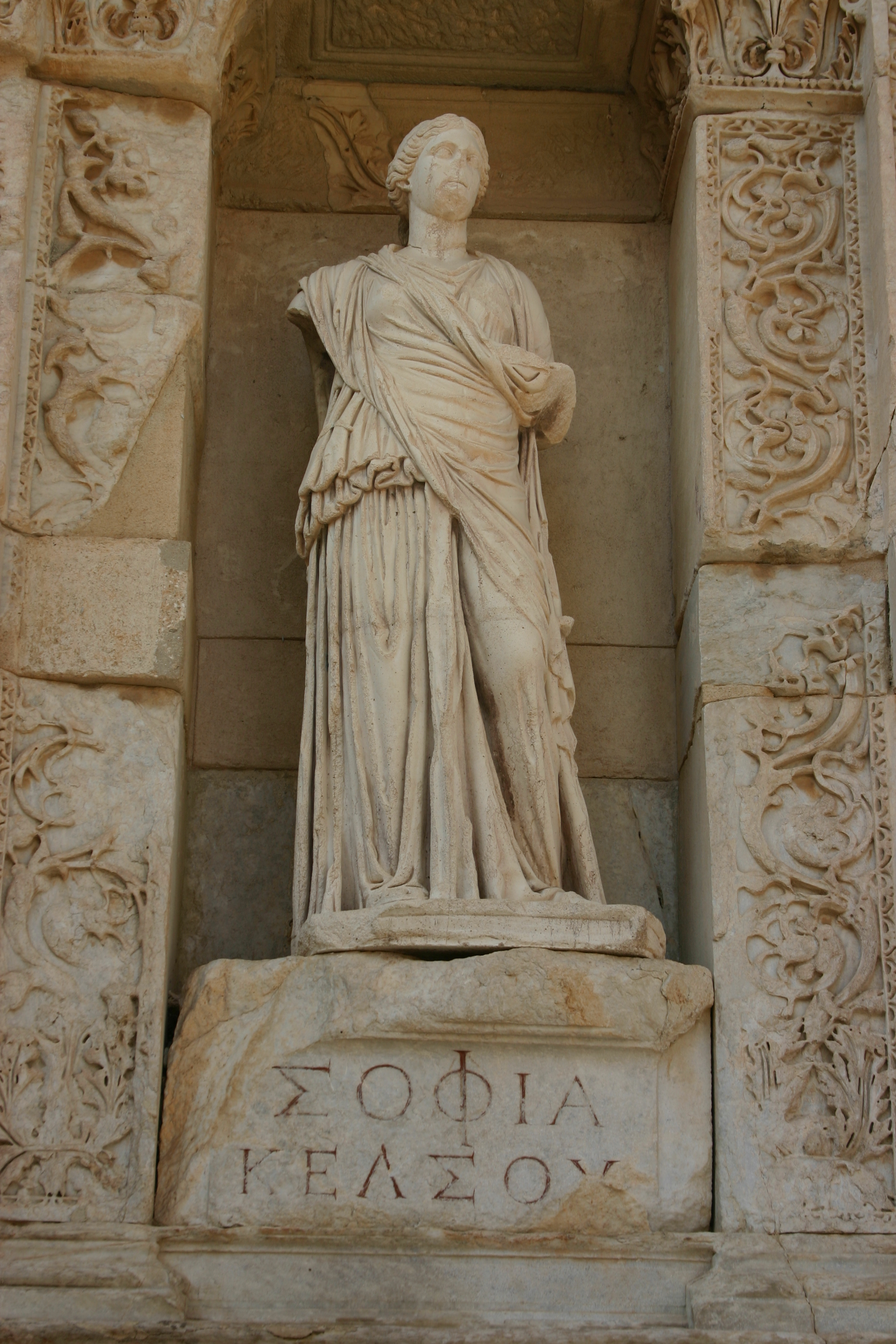
L'histoire de la déesse Sophia inspire Draconian pour la création de leur nouvel album.

L’album se focalise plus précisément sur le personnage de Sophia, le trentième et dernier des éons symbolisant la sagesse et la part féminine de Dieu,. Émerveillée par le monde qui l’entourait elle décide de créer à son tour quelque chose mais toute seule, sans sa partie masculine et sans l’accord de Dieu,,,,. D’elle-même, elle fait émaner sept fils : Dénomination de Dieu dans le judaïsme Sabaoth, Élohim, Adonaï, Iao, Astaphain, Horaios et le Démiurge Ialdabaôth, un être difforme qui absorbe une part du pouvoir de sa mère et crée la matière, le mal et la mort,,,. Se rendant compte de son erreur, Sophia décide de le cacher en créant un voile autour du monde matériel, représentant le ciel, séparant ainsi l’enfant du monde supérieur. L’enfant dans son monde peut régner seul. Le Dieu supérieur découvre la faute de Sophia et l’exile sur le monde matériel. Sur ce monde elle devient la Sophia Achamoth, une Sophia inférieure, et passa par de multiples émotions comme la honte, le chagrin, la tristesse, la rage et le dégout. Avec les émotions de sa mère, Ialdabaôth, crée des êtres à leur image et remplies des sentiments de Sophia : les êtres humains Adam et Ève, qui engendrent à leur tour trois enfants Abel, Caïn et Seth,,. Après la chute d’Adam et Ève, et le meurtre d’Abel par Caïn. Sophia charge Seth de libérer l’étincelle divine de l’esprit des Hommes piégés dans la matière. Celui-ci devient ainsi le premier des gnostiques et le dépositaire d'une sagesse, révélée à quelques initiés, qui le rapproche du rôle de la divinité. De son côté Sophia reste dans les ténèbres, les ombres et le vide, désirant revenir à la lumière et à l’épanouissement parmi les siens. Ces passions finissent par se convertir en essences permanentes constituant ainsi le cosmos visible.

### Origine du processus de création

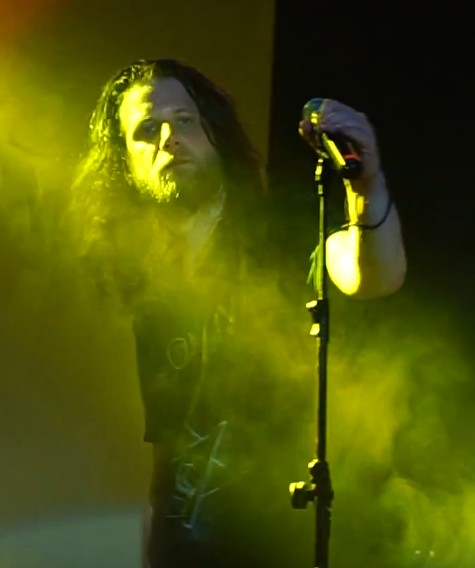
Anders Jacobsson, chanteur du groupe, est à l'origine de l'histoire de l'album.

Le concept d’Under a Godless Veil est né d’une idée d’Anders Jacobsson après que celui-ci soit allé écouter une conférence de Terence McKenna sur la cosmogonie gnostique. C’est à ce moment qu’il découvre l’histoire de la déesse Sophia qui « [le touche] à un niveau très profond ». En quittant la conférence Jacobsson se dit que l’histoire de cette entité déchue devait donner quelque chose pour Draconian. De plus Johan Ericsson, le guitariste et leader du groupe, avait déjà quelques idées de mélodies pour le prochain album. À la suite de quoi les deux musiciens se mettent à écrire et à composer le morceau Sorrow of Sophia qui enclenche, par la suite, le processus de création d’un album basé entièrement sur la figure de Sophia,.

« Sorrow of Sophia a été le premier texte et l'une des premières chansons écrites pour Under a Godless Veil. […] Cela a déclenché ce qui allait devenir plus tard un album entier inspiré de cette histoire. Cela a commencé ici, avec cette chanson. »

— Anders Jacobsson,

## Caractéristiques

### Production
L’album est produit par Johan Ericson et est mixé et masterisé par Karl Daniel Lidé au Dead Dog Farm Studios à Säffle. Les parties de basse sont enregistrées au Studio Gröndahl à Stockholm par Daniel Änghede, musicien de session remplaçant Fredrik Johansson, l’ancien bassiste du groupe parti en 2016,, avec qui ils avaient travaillé en 2015 pour le morceau River Between Us de l'album Sovran. Les instruments à cordes sur Sorrow of Sophia sont joués et mixés par Erik Arvinder, un violoniste multi-instrumentiste qui a travaillé avec des artistes comme Avicii, Lady Gaga ou John Legend,,. La narration sur Burial Fiels est faite par Daniel Neagoe et l'enregistrement de l’album se termine en 2019.
Under a Godless Veil sort le 30 octobre 2020 soit cinq ans après la publication de Sovran, son prédécesseur,,, et marque une durée d’attente plus longue par rapport aux autres albums du groupe. Dans une interview réalisée avec le magazine français Metallian Jacobsson explique que cette durée est due à un enchainement de malchance « Nous avons perdu beaucoup de temps pour des raisons personnelles, mais aussi par manque de cohésion dans notre gestion des échéances et de notre emploi du temps ».

### Paroles
Toutes les paroles sont écrites par Anders Jacobsson, excepté celle de Sleepwalkers qui sont écrites avec Heike Langhans, et parlent d’éléments en rapport avec la gnose à l'exception de Night Visitor. Les paroles de l’album tournent en grande partie autour du personnage de Sophia depuis son exil du Plérôme, son errance sur le monde matériel jusqu’aux erreurs causées par cette dernière. La chanson Sorrow of Sophia parle de la chute de la déesse et des sentiments ressentis par cette dernière, tandis que le morceau Burial Fields reprend un dialogue entre la déesse et son partenaire Christos sur la condition des Hommes.
Le titre Moon Over Sabaoth évoque Sabaoth, dieu relié à la planète Saturne, comme étant l’enfant de Sophia et le Démiurge incarnant les forces du mal. Le groupe explique le pouvoir de Sabaoth sur Saturne et le mal et la désolation qu’il amène avec lui.
Un autre thème exploité dans l’album et la conception du monde selon les gnostiques. Beaucoup de chansons traitent de la condition des hommes dans le monde matériel comme The Sacrifial Flame, qui adopte le point de vue des êtres humains évoquant leur souffrance et leur désespoir, ou Sleepwalkers présentant les hommes comme des êtres n’ayant aucune idée de leur véritable condition. D’autres chansons comme Lustrous Heart ou The Sethian abordent le cycle de réincarnations des âmes qui, à cause de l’entité maléfique, empêche les âmes humaines de s’élever au-dessus du monde matériel.

### Style musical

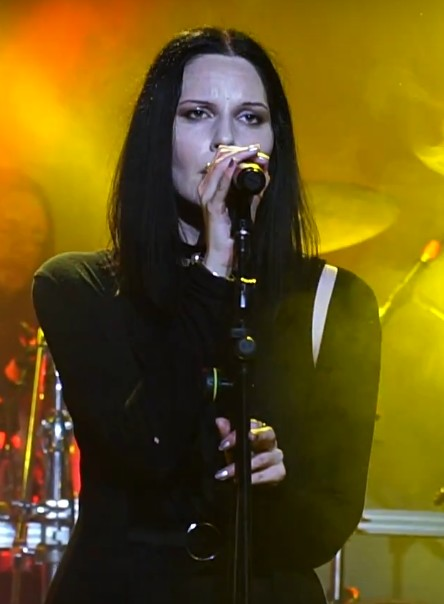
Depuis son arrivée au sein du groupe, Heike Langhans a ajouté sa touche personnelle à la musique de Draconian.

Pour l’album, Draconian est resté sur son genre de prédilection : le doom gothique avec ambiances tristes et mélancoliques. Afin de garder cette sonorité qui leur est propre, le groupe utilise des riffs et des leads de guitares en mode mineur et des rythmes différents afin de donner un côté plus lourd à sa musique. Cet aspect de leur musique vient des groupes My Dying Bride et Paradise Lost qui ont eu une grande influence sur leurs premières compositions,,. Anders Jacobsson décrit la musique de Draconian sur Under a Godless Veil comme ayant « évolué vers une musique plus lente et lourde » et comme étant « une mutation de notre son vers quelque chose de neuf ». L’arrivée d’Heike Langhans a permis au groupe de revoir sa musique et d’en apporter de nouveau aspect,. La chanteuse, venant de la scène dark wave électronique, apporte une dimension plus gothique et ambient en ajoutant des touches de clavier atmosphérique ; permettant ainsi de donner un aspect plus aérien aux morceaux,,. Pour accentuer la mélancolie de sa musique le groupe insère des éléments acoustiques et des cordes,,.
L’album comprend une autre caractéristique fidèle à Draconian, celui du duo de la belle et la bête,, genre musical développé dans le début des années 90 par des groupes comme Theatre of Tragedy, Tristania ou The Sins of Thy Beloved, qui met en vedette un duo entre une voix masculine saturée et une voix angélique féminine,,. Pour l’album le duo entre les deux chanteurs est modifié pour laisser plus de place à la voix de Jacobsson, mettant celle de Langhans plus en retrait.

### Pochette

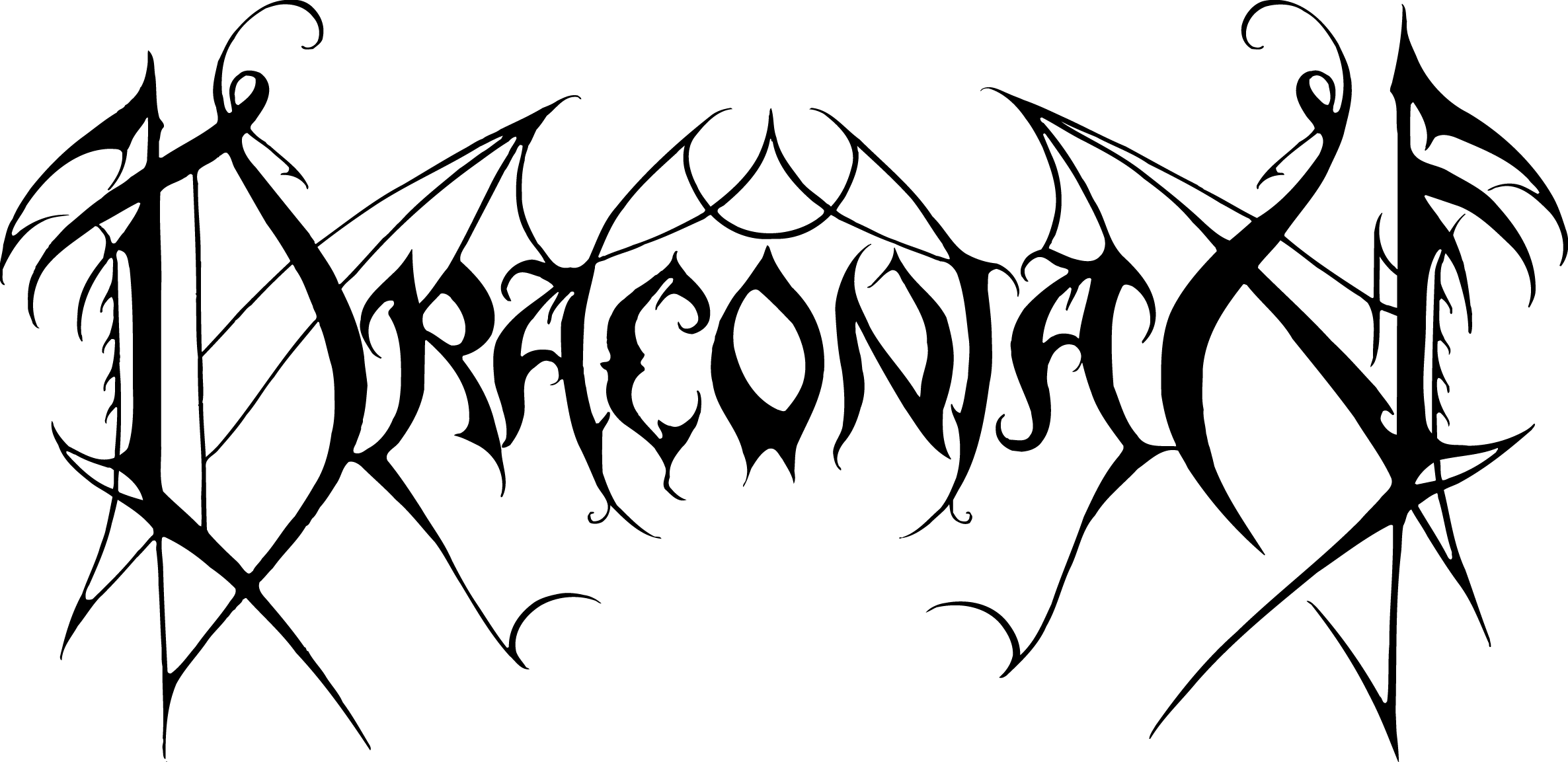
C'est la première fois depuis l'album Where Lovers Mourn que Draconian utilise son premier logo.

La pochette de l’album est réalisée par la photographe russe Natalia Drepina,. Elle représente la déesse Sophia, habillée de blanc, avec une main la retenant sur le sol. Pour cet album le groupe voulait quelque chose de différent en faisant appel à un photographe et non à un illustrateur ; c’est Johan Ericson qui découvre les photographies de Drepina et qui lui demande de collaborer avec eux.
Devant la pochette Anders Jacobsson déclare : « Il n'est même pas nécessaire de connaître l'histoire, ou ce que je veux dire par là, pour ressentir l'ambiance et comprendre le monde émotionnel qui se cache derrière. »

### Sortie et promotion
Under a Godless Veil est terminé d’être enregistré et mixé en 2019, mais pour différentes raisons Draconian se voit contraint de reporter à plusieurs reprises la promotion de l’album. Le nouvel opus devait initialement sortir en juin 2020, permettant ainsi aux membres de la formation de se produire dans les festivals estivaux, mais Draconian connaît d’abord un retard à cause de la conception de la pochette et des graphismes, puis la pandémie de Covid-19 les oblige à annuler ou reporter toute leur programmation. L’album sort finalement le 30 octobre, soit cinq ans jour pour jour après Sovran,.

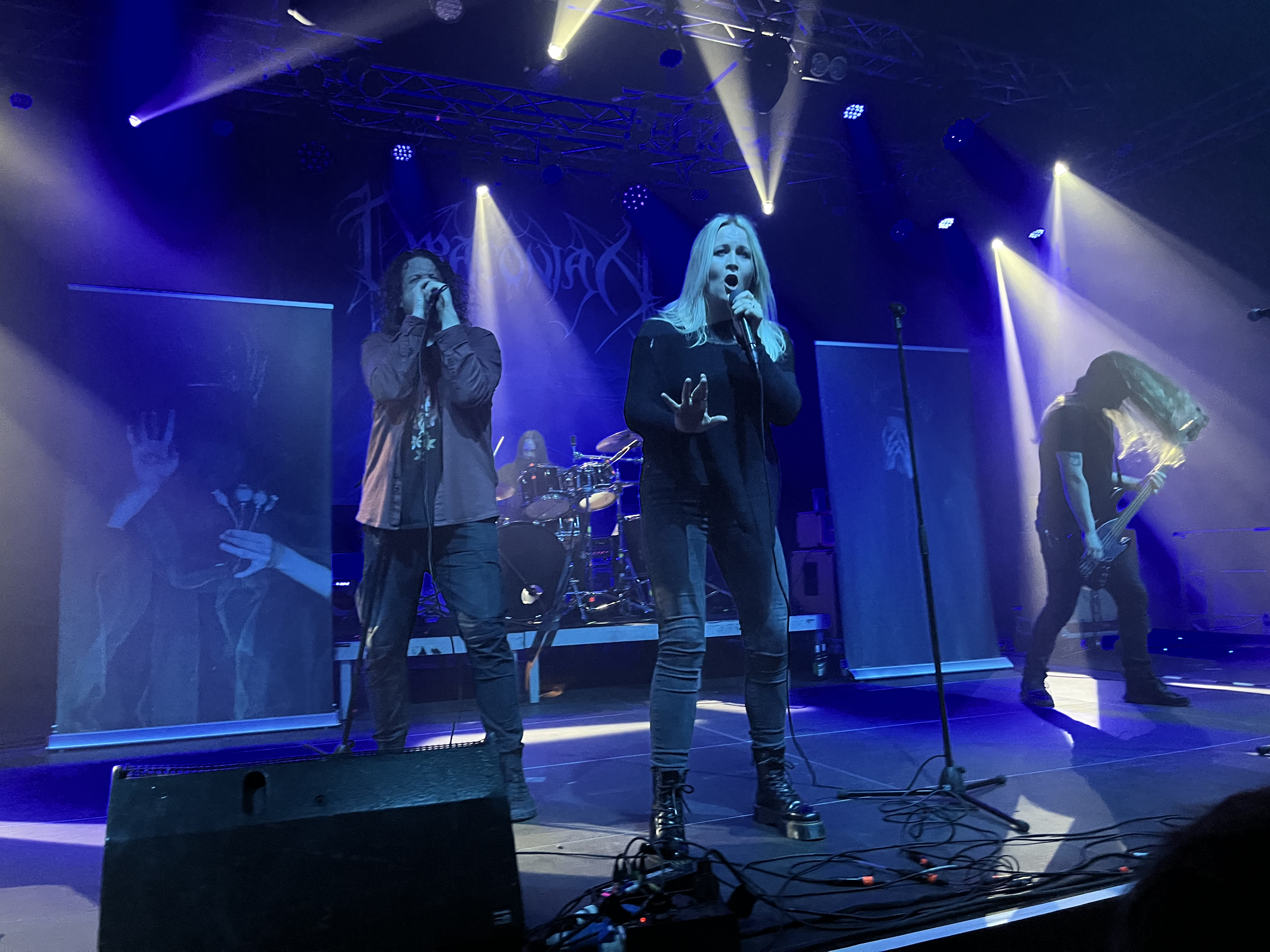
Draconian avec Lisa Johansson lors de la tournée promotionnelle en 2023.

Afin de faire parler plus de l’album, Napalm Records, leur label, pousse Draconian à faire une grande promotion via les réseaux sociaux ; car pour eux, la formation a tendance à être trop « paresseuse ». Là-dessus. Jacobsson explique que cela vient du fait que le groupe n’aime pas trop faire de grosse promotion. Pour attirer plus d'attention sur Under a Godless Veil, Draconian prévoit à l’avance de nombreux pressages de vinyles et de t-shirts,,. Le 5 mai 2020 sort le premier single de l’album, Lustrous Heart,, qui est précédé par les lyrics vidéo Sorrow of Sophia (dirigé par Natalia Drepina) le 15 juillet,, The Sacrifial Fame le 18 août et Moon Over the Sabaoth le 17 septembre,,,. Le 28 octobre le groupe publie un premier clip vidéo pour la chanson Sleepwalkers, dirigé et réalisé par Natalia Drepina,,. Après un sondage réalisé auprès de leurs fans, le groupe découvre que l’une des chansons les plus appréciées de l’album est The Sethian. Pour faire plaisir à son public, Draconian demande à Natalia Drepina de réaliser un clip pour cette chanson,,. Celui-ci sort le 11 mai 2021.
Le groupe organise une tournée en compagnie du groupe grec Nightfall pour pouvoir jouer leurs nouveaux titres. La tournée aurait dû commencer le 11 mars 2021 à Varsovie en Pologne, mais à la suite de la situation sanitaire causée par la pandémie de covid-19 les concerts sont repoussés à 2022,,,,. Le 2 février 2022, voyant que de nombreux groupes et artistes reportaient leur tournée à 2023, Draconian décide d'annuler ses concerts,. Néanmoins, pour la première fois depuis le début de son existence le groupe est programmé pour la quinzième édition du Hellfest,. Le groupe annonce le 3 mai 2022 le retour de leur ancienne chanteuse Lisa Johansson au sein de la formation en même temps que le départ d'Heike Langhans, qui souhaite se consacrer à sa famille et à ses propres projets musicaux. De plus, Draconian annonce que les deux chanteuses joueront ensemble lors de leur concert au Hellfest et que celui-ci sera filmé,,. Le groupe révèle qu'une nouvelle tournée promotionnelle sera réalisé en 2023 en compagnie de Swallow the Sun et Shores of Null.

## Accueil critique
À sa sortie Under a Godless Veil est très bien accueilli par les critiques et est vu comme l’un des meilleurs albums du groupe et de l’année 2020 au sein de la musique metal,,,,. Judith Halberstam, du magazine Metallian, décrit la musique du nouvel opus comme poursuivant l’évolution du groupe « vers un doom / death mélancolique et atmosphérique, progressivement débarrassé de ses oripeaux gothiques encombrants ». Elle insiste plus particulièrement sur l’atmosphère qu’elle décrit comme étant « plus noires et plus anxiogènes que précédemment » et sur l’interprétation du duo vocal entre Anders Jacobsson et Heike Langhans qu’elle qualifie d’ « inédite ». Markus Endres du site Metal.de déclare que Draconian est « resté fidèle à son orientation stylistique de base » mais qu’ils « ont continué à développer leur son par petites doses ». Celui-ci trouve aussi que la voix de Langhans est de mieux en mieux intégré dans l'univers de Draconian bien que le duo vocal relève du « kitsch » mais qu'il est réalisé « avec élégance et style ».
Dom Lawson, de Blabbermouth.net, qualifie l’album de « chef-d’œuvre magnifique et endeuillé » et insiste sur le fait que, contrairement aux albums précédents, Draconian a diversifié un peu plus sa musique ; certaines chansons s’orientent plus sur du gros doom épique, comme Moon Oven Sabaoth, tandis que d’autres se rapprochent plus du shoegaze (Buried Fields) ou du post-punk (The Sethian). Lawson remarque que toutes les chansons forment « un tout merveilleusement cohérent et cohésif ». Contrairement à lui, la critique de Metal Storm voit peu de changements entre le style musical d’Under a Godless Veil et celui de ses prédécesseurs. Il trouve néanmoins que sur cet opus la musique est travaillée afin d’être « délivrée à un niveau élevé » et que l’arrivée d’Heike Langhans a permis au groupe de renouveler un son qui avait commencé à stagner jusqu’au départ de Lisa Johansson, leur ancienne chanteuse. Il déclare que « les fans de Draconian [ne seront pas] surpris par cet album ».

## Liste des pistes
Toutes les paroles sont écrites par Anders Jacobsson exceptées celles mentionnées, toute la musique est composée par Johan Ericson.
| 1.    | Sorrow of Sophia                                | 7:28 |
| 2.    | The Sacrificial Flame                           | 7:30 |
| 3.    | Lustrous Heart                                  | 4:47 |
| 4.    | Sleepwalkers (Heike Langhans, Anders Jacobsson) | 6:45 |
| 5.    | Moon over Sabaoth                               | 5:50 |
| 6.    | Burial Fields                                   | 4:35 |
| 7.    | The Sethian                                     | 6:51 |
| 8.    | Claw Marks on the Throne                        | 5:42 |
| 9.    | Night Visitor                                   | 3:48 |
| 10.   | Ascend Into Darkness                            | 8:54 |
| 62:10 |                                                 |      |

## Classements
| Pays      | Chart                | Meilleure position | Réf    |
| --------- | -------------------- | ------------------ | ------ |
| Allemagne | Media Control AG     | 61                 | [ 67 ] |
| Belgique  | Ultratop 40 Wallonie | 70                 | [ 68 ] |
| Suisse    | Schweizer Hitparade  | 83                 | [ 69 ] |

## Crédits

### Membres du groupe
- Heike Langhans – chant
- Anders Jacobsson – chant
- Johan Ericson – guitare
- Daniel Arvidsson – guitare
- Jerry Torstensson – batterie

### Crédits supplémentaires
- Daniel Änghede – basse
- Erik Arvinder – instrument à corde sur Sorrow of Sophia
- Daniel Neagoe – narration sur Burial Fields
- Daniel Arvidsson – chant sur The Sethian
- Johan Ericson – production, enregistrement
- Karl Daniel Lidén – mastering, mixage, enregistrement
- Natalia Drepina – Pochette d’album, photos
- Vail Joy – design
- Jim Wilkinson, Elise Schipman, Aleksander Hocs – photos live

### Sources utilisées
: document utilisé comme source pour la rédaction de cet article.
- [Scopello 2009] Madeleine Scopello, Histoire du Christianisme : Le nouveau peuple (des origines à 250), vol. I, Fleurus, 2009 (ISBN 2-7189-0727-4), « Courants gnostiques ».
- [Hadot 2014] Pierre Hadot, Dictionnaire de l'Histoire du christianisme, Encyclopaedia Universalis, 2014 (ISBN 2-226-11458-0), « Le Gnosticisme ».